# Падово при Фари
Падово при Фари (словен. Padovo pri Fari) је насељено место у општини Костел, регија Југоисточна Словенија, Словенија.

## Историја
До територијалне реорганизације у Словенији била је у саставу старе општине Кочевје.

## Становништво
У попису становништва из 2011. године, Падова при Фари је имала 5 становника.
| Број становника према пописима | Број становника према пописима | Број становника према пописима |
| ------------------------------ | ------------------------------ | ------------------------------ |
| 1991                           | 2002                           | 2011                           |
| 4                              | З                              | 5                              |

Напомена: До 1953. исказивано под именом Падово.
- Ознака З представља заштићене податке